# Feyenoord in het seizoen 2001/02
Hier staan alle statistieken van Feyenoord tijdens het seizoen 2001/02.

## Wedstrijden

### KPN Eredivisie
| Datum      | Thuis             | Uitslag | Uit              | Doelpuntenmakers Feyenoord | Bijzonderheden                                        |
| ---------- | ----------------- | ------- | ---------------- | --- | ----------------------------------------------------- |
| 19-08-2001 | Feyenoord         | 5 - 0   | Sparta Rotterdam | 1-0 11' Tomasson 2-0 23' Emerton 3-0 55' Bosvelt 4-0 87' Tomasson 5-0 90' Tomasson                                                         | 27' (pen.) Van Hooijdonk                              |
| 22-08-2001 | Roda JC           | 0 - 2   | Feyenoord        | 0-1 26' Van Hooijdonk 0-2 87' Van Hooijdonk                                                                                                |                                                       |
| 26-08-2001 | Feyenoord         | 1 - 2   | Ajax *           | 1-2 90+4' Tomasson | * Speelde de wedstrijd uit met 10 spelers (± 21 min.) |
| 08-09-2001 | N.E.C.            | 0 - 3   | Feyenoord        | 0-1 21' B. Kalou Ono 0-2 46' Tomasson Ono 0-3 90' Tomasson Van Hooijdonk                                                                   |                                                       |
| 15-09-2001 | Feyenoord         | 2 - 0   | De Graafschap    | 1-0 34' Tomasson Paauwe 2-0 45' Van Hooijdonk                                                                                              |                                                       |
| 30-09-2001 | FC Den Bosch      | 0 - 0   | Feyenoord        | |                                                       |
| 14-10-2001 | Feyenoord         | 1 - 0   | FC Groningen     | 1-0 54' Ono Collen |                                                       |
| 20-10-2001 | AZ *              | 1 - 3   | Feyenoord        | 0-1 3' Van Hooijdonk Paauwe 0-2 9' Paauwe Ono 1-3 17' Emerton Bosvelt                                                                      | * 68' (pen.) El Khattabi (AZ)                         |
| 28-10-2001 | Feyenoord         | 4 - 0   | FC Utrecht       | 1-0 38' Van Hooijdonk 2-0 67' Elmander Emerton 3-0 78' Van Hooijdonk Emerton 4-0 89' Van Hooijdonk E. Smolarek                             |                                                       |
| 04-11-2001 | NAC Breda         | 2 - 1   | Feyenoord        | 2-1 51' Tomasson De Haan |                                                       |
| 17-11-2001 | Feyenoord         | 3 - 2   | Vitesse          | 1-0 25' Van Hooijdonk 2-1 38' Tomasson 3-1 51' Tomasson Van Wonderen                                                                       |                                                       |
| 25-11-2001 | Feyenoord         | 3 - 1   | Willem II        | 1-0 43' Van Hooijdonk 2-1 68' Van Hooijdonk 3-1 75' Van Hooijdonk                                                                          |                                                       |
| 28-11-2001 | RKC Waalwijk      | 2 - 3   | Feyenoord        | 0-1 34' E. Smolarek 0-2 44' Bosvelt Tomasson 2-3 75' E. Smolarek Van Hooijdonk                                                             |                                                       |
| 1-12-2001  | SC Heerenveen     | 1 - 0   | Feyenoord        | |                                                       |
| 09-12-2001 | Feyenoord         | 5 - 0   | N.E.C. *         | 1-0 39' Tomasson Bosvelt 2-0 45' Van Hooijdonk 3-0 50' (pen.) Van Hooijdonk 4-0 57' Bosvelt Van Hooijdonk 5-0 83' Kornejev E. Smolarek     | * Speelde de wedstrijd uit met 10 spelers (± 5 min.)  |
| 16-12-2001 | Feyenoord         | 0 - 0   | PSV              | |                                                       |
| 19-12-2001 | FC Twente         | 3 - 2   | Feyenoord        | 1-1 59' Van Hooijdonk Emerton 1-2 61' (e.d.) Pothuizen                                                                                     |                                                       |
| 27-01-2002 | FC Utrecht        | 2 - 2   | Feyenoord        | 0-1 2' Tomasson Ono 2-2 64' Van Hooijdonk Van Wonderen                                                                                     |                                                       |
| 03-02-2002 | Feyenoord         | 5 - 0   | Roda JC          | 1-0 1' Emerton Bosvelt 2-0 4' (pen.) Van Hooijdonk 3-0 51' Emerton Van Hooijdonk 4-0 65' Van Hooijdonk 5-0 70' Tomasson Rzasa              |                                                       |
| 06-02-2002 | Feyenoord         | 1 - 0   | Fortuna Sittard  | 1-0 68' Tomasson Bosvelt |                                                       |
| 10-02-2002 | FC Groningen      | 0 - 1   | Feyenoord        | 0-1 44' Tomasson Rzasa |                                                       |
| 17-02-2002 | Vitesse           | 2 - 1   | Feyenoord        | 0-1 25' Ono B. Kalou |                                                       |
| 24-02-2002 | Feyenoord         | 1 - 2   | FC Twente        | 1-2 49' Emerton Van Persie |                                                       |
| 03-03-2002 | Ajax              | 1 - 1   | Feyenoord        | 0-1 79' Leonardo I Tomasson |                                                       |
| 10-03-2002 | Feyenoord         | 4 - 1   | AZ               | 1-0 18' Van Hooijdonk B. Kalou 2-0 31' Ono Tomasson 3-0 39' Tomasson Ono 4-0 56' Van Hooijdonk Van Persie                                  |                                                       |
| 17-03-2002 | Feyenoord         | 3 - 0   | FC Den Bosch     | 1-0 68' Van Hooijdonk 2-0 84' B. Kalou 3-0 90' (pen.) Van Hooijdonk                                                                        |                                                       |
| 24-03-2002 | Sparta Rotterdam  | 0 - 5   | Feyenoord        | 0-1 7' Emerton B. Kalou 0-2 14' Tomasson Van Hooijdonk 0-3 46' Van Hooijdonk Leonardo I 0-4 48' Leonardo I Paauwe 0-5 62' Bosvelt B. Kalou |                                                       |
| 31-03-2002 | Feyenoord         | 1 - 1   | RKC Waalwijk     | 1-1 81' Van Hooijdonk Kornejev |                                                       |
| 07-04-2002 | Feyenoord         | 0 - 0   | NAC Breda        | |                                                       |
| 14-04-2002 | PSV *             | 2 - 0   | Feyenoord        | | * 69' (pen.) Kežman (PSV)                             |
| 19-04-2002 | Fortuna Sittard * | 1 - 2   | Feyenoord        | 0-1 24' Van Hooijdonk 1-2 63' Paauwe Van Hooijdonk                                                                                         | * Speelde de wedstrijd uit met 10 spelers (± 10 min.) |
| 25-04-2002 | De Graafschap     | 1 - 0   | Feyenoord        | | 82' Van Hooijdonk                                     |
| 28-04-2002 | Feyenoord         | 3 - 2   | SC Heerenveen    | 1-0 26' Bosvelt 2-2 59' Bosvelt Aros 3-2 63' Bosvelt Leonardo I                                                                            | ?', 40' Ono                                           |
| 05-05-2002 | Willem II         | 0 - 0   | Feyenoord        | |                                                       |

### Amstel Cup

#### Achtste finale
De clubs die europees voetbal spelen stromen tijdens de achtste finale van het toernooi in.
| Datum      | Thuis     | Uitslag | Uit          | Doelpuntenmakers Feyenoord      | Bijzonderheden |
| ---------- | --------- | ------- | ------------ | ------------------------------- | -------------- |
| 12-12-2001 | Feyenoord | 2 - 0   | FC Den Bosch | 1-0 68' E. Smolarek 2-0 84' Ono |                |

#### Kwartfinale
| Datum      | Thuis | Uitslag | Uit       | Doelpuntenmakers Feyenoord | Bijzonderheden |
| ---------- | ----- | ------- | --------- | -------------------------- | --- |
| 31-01-2002 | PSV * | 1 - 1   | Feyenoord | 0-1 4' Tomasson            | * Winst na strafschoppen score 7 - 6. Strafschopnemers Paauwe Leonardo II Bosvelt Kornejev Van Hooijdonk Tomasson Van Wonderen Emerton |

### Europees

#### UEFA Champions League

##### Eerste groepsfase (Groep H)
| Datum      | Thuis          | Uitslag | Uit            | Doelpuntenmakers Feyenoord             | Bijzonderheden |
| ---------- | -------------- | ------- | -------------- | -------------------------------------- | --- |
| 18-09-2001 | Spartak Moskou | 2 - 2   | Feyenoord      | 0-1 13' Bosvelt 0-2 58' Tomasson       | |
| 25-09-2001 | Sparta Praag   | 4 - 0   | Feyenoord      |                                        | 10', 36' Van Gobbel |
| 10-10-2001 | Feyenoord      | 2 - 2   | Bayern München | 1-1 37' Van Hooijdonk 2-1 44' Tomasson | Het was de bedoeling dat dit duel op 12 september 2001 zou worden gespeeld. Maar door de aanslagen van 11 september werd besloten om dit duel te verplaatsen. |
| 17-10-2001 | Feyenoord      | 0 - 2   | Sparta Praag   |                                        | 67' Van Hooijdonk ?', 73' De Haan |
| 23-10-2001 | Bayern München | 3 - 1   | Feyenoord      | 1-1 25' Elmander                       | 1-0 12' (e.d.) Van Gobbel |
| 31-10-2001 | Feyenoord      | 2 - 1   | Spartak Moskou | 1-0 4' Tomasson 2-1 17' Elmander       | |

Eindstand
| Team                | Wed | W | G | V | Ptn | DV | DT | GD |
| ------------------- | --- | - | - | - | --- | -- | -- | -- |
| 1. Bayern München + | 6   | 4 | 2 | 0 | 14  | 14 | 5  | +9 |
| 2. Sparta Praag +   | 6   | 3 | 2 | 1 | 11  | 10 | 3  | +7 |
| 3. Feyenoord ++     | 6   | 1 | 2 | 3 | 5   | 7  | 14 | −7 |
| 4. Spartak Moskou   | 6   | 0 | 2 | 4 | 2   | 7  | 16 | −9 |

| +  | Tweede groepsfase    |
| ++ | Derde ronde UEFA Cup |

#### UEFA Cup

##### Derde ronde
| Datum      | Thuis       | Uitslag | Uit         | Doelpuntenmakers Feyenoord               | Bijzonderheden |
| ---------- | ----------- | ------- | ----------- | ---------------------------------------- | -------------- |
| 22-11-2001 | Feyenoord   | 1 - 0   | SC Freiburg | 1-0 80' Ono                              |                |
| 06-12-2001 | SC Freiburg | 2 - 2   | Feyenoord   | 2-1 56' Van Hooijdonk 2-2 85' Leonardo I |                |

##### Achtste finale
| Datum      | Thuis           | Uitslag | Uit               | Doelpuntenmakers Feyenoord                                   | Bijzonderheden                                                   |
| ---------- | --------------- | ------- | ----------------- | ------------------------------------------------------------ | ---------------------------------------------------------------- |
| 21-02-2002 | Glasgow Rangers | 1 - 1   | Feyenoord         | 0-1 71' Ono                                                  |                                                                  |
| 28-02-2002 | Feyenoord       | 3 - 2   | Glasgow Rangers * | 1-1 36' Van Hooijdonk 2-1 44' Van Hooijdonk 3-1 46' B. Kalou | 53' Paauwe * Speelde de wedstrijd uit met 10 spelers (± 17 min.) |

##### Kwartfinale
| Datum      | Thuis        | Uitslag | Uit       | Doelpuntenmakers Feyenoord | Bijzonderheden |
| ---------- | ------------ | ------- | --------- | -------------------------- | --- |
| 14-03-2002 | PSV          | 1 - 1   | Feyenoord | 0-1 45' Van Hooijdonk      | |
| 21-03-2002 | Feyenoord ** | 1 - 1   | PSV *     | 1-1 90 +4' Van Hooijdonk   | * Speelde de wedstrijd uit met 10 spelers (± 25 min. in de verlenging) ** Winst na strafschoppen score 5 - 4. Strafschopnemers Ono Paauwe Van Wonderen Bosvelt Van Hooijdonk |

##### Halve finale
| Datum      | Thuis          | Uitslag | Uit            | Doelpuntenmakers Feyenoord             | Bijzonderheden |
| ---------- | -------------- | ------- | -------------- | -------------------------------------- | -------------- |
| 04-04-2002 | Internazionale | 0 - 1   | Feyenoord      | 0-1 51' (e.d.) Córdoba                 |                |
| 11-04-2002 | Feyenoord      | 2 - 2   | Internazionale | 1-0 17' Van Hooijdonk 2-0 34' Tomasson |                |

##### Finale
| Woensdag 8 mei 2002 * | Feyenoord **                                              | 3-2 (2-0) | Borussia Dortmund                    | Opstelling Feyenoord ** | Opstelling Borussia Dortmund |  |
| Stadion: Stadion Feijenoord, Rotterdam Toeschouwers: 47.000 Melo Pereira | 9. Van Hooijdonk 33' (pen.), 40' 10. Tomasson 50' 14. Ono |           | 47' (pen.) 22. Amoroso 58' 8. Koller | 1. Zoetebier, 2. Gyan, 8. Van Wonderen, 17. Paauwe 46', 3. Rzasa 23', 7. B. Kalou 76' ( 15. Elmander), 6. Bosvelt , 14. Ono 85' ( 20. De Haan 85'), 32. Van Persie 64' 63' ( 11. Leonardo I), 10. Tomasson, 9. Van Hooijdonk | 1. Jens Lehmann, 3. Evanílson, 2. Wörns, 5. Kohler 31', 17. Dedê 53', 18. Ricken 70' ( 6. Heinrich), 7. Reuter , 10. Rosicky 66', 12. Ewerthon 61' ( 19. Addo), 8. Koller, 22. Amoroso 49' |  |
| Stadion: Stadion Feijenoord, Rotterdam Toeschouwers: 47.000 Melo Pereira |                                                           |           |                                      | 1. Zoetebier, 2. Gyan, 8. Van Wonderen, 17. Paauwe 46', 3. Rzasa 23', 7. B. Kalou 76' ( 15. Elmander), 6. Bosvelt , 14. Ono 85' ( 20. De Haan 85'), 32. Van Persie 64' 63' ( 11. Leonardo I), 10. Tomasson, 9. Van Hooijdonk | 1. Jens Lehmann, 3. Evanílson, 2. Wörns, 5. Kohler 31', 17. Dedê 53', 18. Ricken 70' ( 6. Heinrich), 7. Reuter , 10. Rosicky 66', 12. Ewerthon 61' ( 19. Addo), 8. Koller, 22. Amoroso 49' |  |
| Stadion: Stadion Feijenoord, Rotterdam Toeschouwers: 47.000 Melo Pereira |                                                           |           |                                      | 1. Zoetebier, 2. Gyan, 8. Van Wonderen, 17. Paauwe 46', 3. Rzasa 23', 7. B. Kalou 76' ( 15. Elmander), 6. Bosvelt , 14. Ono 85' ( 20. De Haan 85'), 32. Van Persie 64' 63' ( 11. Leonardo I), 10. Tomasson, 9. Van Hooijdonk | 1. Jens Lehmann, 3. Evanílson, 2. Wörns, 5. Kohler 31', 17. Dedê 53', 18. Ricken 70' ( 6. Heinrich), 7. Reuter , 10. Rosicky 66', 12. Ewerthon 61' ( 19. Addo), 8. Koller, 22. Amoroso 49' |  |
| Bijz.: * Beide clubs speelde deze wedstrijd met een rouwband om de overleden Pim Fortuyn te herdenken, die tijdens een aanslag vermoord werd en er was vooraf 1 minuut stilte. |                                                           |           |                                      | | |  |

| ** Winnaar UEFA Cup 2001/02 |
| --------------------------- |
| Tweede titel                |

## Selectie
| Nr.         | Positie | Speler                                            |
| ----------- | ------- | ------------------------------------------------- |
| Doel        |         |                                                   |
| 1           | DM      | Edwin Zoetebier was DM Jerzy Dudek (tot aug 2001) |
| 21          | DM      | Zbigniew Małkowski                                |
| 30          | DM      | Henk Timmer                                       |
| Verdediging |         |                                                   |
| 2           | V       | Christian Gyan                                    |
| 3           | V       | Tomasz Rząsa                                      |
| 4           | V       | Mauricio Aros                                     |
| 8           | V       | Kees van Wonderen                                 |
| 13          | V       | Tininho                                           |
| 20          | V       | Ferry de Haan                                     |
| 22          | V       | Ulrich van Gobbel                                 |
| 23          | V       | Brett Emerton                                     |
| 25          | V       | Ramon van Haaren                                  |
| 26          | V       | Pieter Collen                                     |
| 27          | V       | Glenn Loovens                                     |
| 28          | V       | Civard Sprockel                                   |

| Nr.        | Positie | Speler               |
| ---------- | ------- | -------------------- |
| Middenveld |         |                      |
| 5          | M       | Jean-Paul van Gastel |
| 6          | M       | Paul Bosvelt         |
| 10         | M/A     | Jon Dahl Tomasson    |
| 14         | M       | Shinji Ono           |
| 17         | V/M     | Patrick Paauwe       |
| 19         | M       | Jan de Visser        |
| 24         | M       | Leonardo II          |
| 32         | M/A     | Robin van Persie     |
| Aanval     |         |                      |
| 7          | A       | Bonaventure Kalou    |
| 9          | A       | Pierre van Hooijdonk |
| 11         | M/A     | Leonardo I           |
| 15         | A       | Johan Elmander       |
| 16         | A       | Ebi Smolarek         |
| 18         | A       | Igor Kornejev        |
| 29         | A       | Saïd Boutahar        |
| n.b.       | A       | Radoslav Samardžić   |

* Het rugnummer 12 wordt niet uitgereikt en is voorbehouden aan Het Legioen, dat als 12e man wordt beschouwd.

## Topscorers
Legenda
- Doelpunt
- Waarvan Strafschoppen

Er wordt steeds de top 3 weergegeven van elke competitie.

### KPN Eredivisie
| Plek | Speler               |    | Gescoord met penalty |
| ---- | -------------------- | -- | -------------------- |
| 1.   | Pierre van Hooijdonk | 24 | 3                    |
| 2.   | Jon Dahl Tomasson    | 17 | 0                    |
| 3.   | Paul Bosvelt         | 7  | 0                    |

### Amstel Cup
| Plek | Speler            |   | Gescoord met penalty |
| ---- | ----------------- | - | -------------------- |
| 1.   | Shinji Ono        | 1 | 0                    |
| 1.   | Ebi Smolarek      | 1 | 0                    |
| 1.   | Jon Dahl Tomasson | 1 | 0                    |

### Europees

#### UEFA Champions League
| Plek | Speler               |   | Gescoord met penalty |
| ---- | -------------------- | - | -------------------- |
| 1.   | Jon Dahl Tomasson    | 3 | 0                    |
| 2.   | Johan Elmander       | 2 | 0                    |
| 3.   | Paul Bosvelt         | 1 | 0                    |
| 3.   | Pierre van Hooijdonk | 1 | 0                    |

#### UEFA Cup
| Plek | Speler               |   | Gescoord met penalty |
| ---- | -------------------- | - | -------------------- |
| 1.   | Pierre van Hooijdonk | 8 | 1                    |
| 2.   | Shinji Ono           | 2 | 0                    |
| 2.   | Jon Dahl Tomasson    | 2 | 0                    |

#### Europees Overall
| Plek | Speler               |   | Gescoord met penalty |
| ---- | -------------------- | - | -------------------- |
| 1.   | Pierre van Hooijdonk | 9 | 1                    |
| 2.   | Jon Dahl Tomasson    | 5 | 0                    |
| 3.   | Johan Elmander       | 2 | 0                    |
| 3.   | Shinji Ono           | 2 | 0                    |

### Overall
| Plek | Speler               |    | Gescoord met penalty |
| ---- | -------------------- | -- | -------------------- |
| 1.   | Pierre van Hooijdonk | 33 | 4                    |
| 2.   | Jon Dahl Tomasson    | 23 | 0                    |
| 3.   | Paul Bosvelt         | 8  | 0                    |

Mannen
1954/55 · 1955/56 · 1956–1988 · 1988/89 · 1989/90 · 1990/91 · 1991/92 · 1992/93 · 1993/94 · 1994/95 · 1995/96 · 1996/97 · 1997/98 · 1998/99 · 1999/00 · 2000/01 · 2001/02 · 2002/03 · 2003/04 · 2004/05 · 2005/06 · 2006/07 · 2007/08 · 2008/09 · 2009/10 · 2010/11 · 2011/12 · 2012/13 · 2013/14 · 2014/15 · 2015/16 · 2016/17 · 2017/18 · 2018/19 · 2019/20 · 2020/21 · 2021/22 · 2022/23 · 2023/24 · 2024/25

Vrouwen
2021/22 · 2022/23 · 2023/24 · 2024/25
Ajax · 
AZ · 
De Graafschap · 
FC Den Bosch · 
Feyenoord · 
Fortuna Sittard · 
FC Groningen · 
sc Heerenveen · 
NAC Breda · 
NEC · 
PSV · 
RKC · 
Roda JC · 
Sparta · 
FC Twente · 
FC Utrecht · 
Vitesse · 
Willem II